# Marc Wilmore
Marc Wilmore (San Bernardino County (Californië),  4 mei 1963 – 30 januari 2021) was een Amerikaans scenarioschrijver, (stem)acteur en televisieproducent. In de jaren negentig heeft hij geschreven voor In Living Color en in het laatste seizoen werd hij bevorderd tot vaste crew. Van 1999 tot 2001 schreef hij voor de klei-animatie The PJs, en verzorgde hij de stem van het personage Walter. Vanaf 2006 was hij producer en schrijver voor de televisieserie The Simpsons, en een schrijver voor The Tonight Show with Jay Leno. Zijn broer, Larry Wilmore, is ook een scenarioschrijver, acteur en producer.
Hij stierf op 30 Januari, 2021, aan Covid-19.

## Carrière

### Schrijver voor The Simpsons
- "Treehouse of Horror XIII"
- "Bart of War"
- "Midnight Rx"
- "Treehouse of Horror XVI"
- "Regarding Margie"
- "Treehouse of Horror XVIII"
- "Mypods and Boomsticks"

### Impressies in "In Living Color"
- Carroll O'Connor
- Russell Simmons
- Isabel Sanford
- Edward Asner
- Bob Hope
- Dr. Dre
- James Earl Jones
- Maya Angelou